# Нёккви Тейр Тоуриссон
Нёкви Тейр Тоуриссон (исл. Nökkvi Þeyr Þórisson; род. 13 августа 1999, Дальвикюрбиггд, Нордюрланд-Эйстра) — исландский футболист, вингер роттердамской «Спарты».

## Клубная карьера
Тоуриссон — воспитанник клубов «Дальвик», «Тоур» и немецкого «Ганновер 96». В 2019 году игрок подписал контракт с «Акюрейри». 27 апреля 2019 года в матче против «Акранеса» он дебютировал в чемпионате Исландии. 25 мая в поединке против ИБВ Нёккви забил свой первый гол за «Акюрейри». В 2022 году игрок забил 17 мячей и стал лучшим бомбардиром чемпионата. В том же году Тоуриссон перешёл в бельгийский «Беерсхот». 9 сентября в матче против «Ломмела» он дебютировал в Челленджер Про Лиге. 1 октября в поединке против «Дейнзе» Нёкви забил свой первый гол за «Беерсхот».
Летом 2023 года Тоуриссон перешёл в американский «Сент-Луис Сити». 21 августа матче против «Остина» он дебютировал в MLS. 31 августа в поединке против «Далласа» Нёккви забил свой первый гол за «Сент-Луис Сити».
14 января 2025 года до конца сезона перешёл на правах аренды в роттердамскую «Спарту». 19 января дебютировал в Эредивизи в домашнем матче против «Валвейка», выйдя на замену вместо Сюнсукэ Мито на 70-й минуте. 6 апреля забил дебютный гол за «Спарту» в чемпионате, отличившись в матче с НЕК. Всего сыграл 12 матчей и забил два гола в чемпионате. По окончании аренды клуб воспользовался опцией выкупы и заключил с игроком контракт до середины 2028 года.

## Международная карьера
8 января 2023 года в товарищеском матче против сборной Эстонии Тоуриссон дебютировал за сборную Исландии.

## Достижения
Личные
- Лучший бомбардир чемпионата Исландии (17 мячей) — 2022